# 京男と居候
『京男と居候』（きょうおとこといそうろう）は、Ishikoによる日本の漫画。2011年10月号から2012年5月号まで『別冊フレンド』（講談社）において連載されていた。

## 登場人物
茜（あかね）
主人公。
りた
茜の幼なじみ。家は呉服店「柳屋」。女好きな最低の「若旦那」。

## 書誌情報
- 『京男と居候』 Ishiko 講談社〈講談社コミックスフレンド B〉、全2巻
  1. 2012年1月13日発売、ISBN 978-4-06-341782-1
  2. 2012年5月11日発売、ISBN 978-4-06-341802-6